# Mehmet Batdal
Mehmet Batdal (* 24. Februar 1986 in Izmir) ist ein türkischer Fußballspieler.

## Vereinskarriere
Mehmet Batdal begann mit 13 Jahren bei Bucaspor seine Fußballkarriere. Mit 19 Jahren wurde der Stürmer in die erste Mannschaft aufgenommen. In seiner ersten Saison spielte Batdal 21 Spiele und erzielte dabei zwei Tore. In der Saison 2006/07 kam er auf 20 Spiele und fünf Tore. Während der Winterpause der Saison 2007/08 wurde er an den Stadtrivalen Altay İzmir verliehen. Er kehrte daraufhin im Sommer zurück. Mit Bucaspor gelang ihm im Jahr 2009 der Aufstieg aus der 3. türkischen Liga in die 2. Liga. 
Die folgende Spielzeit lief genauso erfolgreich für ihn. Er schaffte mit Bucaspor den Durchmarsch in die Süper Lig. Mehmet Batdal hatte jedoch einen großen Anteil an diesem Erfolg. In 30 Spielen erzielte er 16 Tore und war zusammen mit Emmanuel Emenike von Kardemir Karabükspor zweitbester Torschütze der Saison 2009/10.
Sein Vertrag lief am Ende der Saison 2009/10 aus, weshalb ihn der türkische Traditionsklub Galatasaray Istanbul ablösefrei verpflichtete. Er unterschrieb dort einen Dreijahresvertrag. Batdal wurde für die Rückrunde 2010/11 an Konyaspor verliehen. Unter Fatih Terim wurde Batdal an Kardemir Karabükspor ausgeliehen. Karabükspor brach das Leihgeschäft im Dezember 2011 ab. Er kehrt zu Galatasaray zurück.
Für die Spielzeit 2012/13 wurde er an seinen alten Verein Bucaspor ausgeliehen, der Verein sicherte sich zudem eine Kaufoption für Batdal. Für Bucaspor erzielte Batdal 12 Tore in 33 Spielen. Nachdem Batdal nicht für das Trainingslager von Fatih Terim nominiert worden war, durfte der Stürmer Galatasaray im Sommer 2013 ablösefrei verlassen und er wechselte zu Istanbul Büyükşehir Belediyespor. Für Istanbul BB erzielte er in seine ersten Saison 13 Tore. Nach einer Ausgliederung und Umbenennung des Vereins spielt Batdal seit 2014 für Istanbul Başakşehir FK.

## Erfolge
Mit Bucaspor
- Vizemeisterschaft der TFF 1. Lig und Aufstieg in die Süper Lig: 2009/10
- Meisterschaft der TFF 2. Lig und Aufstieg in die TFF 1. Lig: 2008/09

Mit Galatasaray Istanbul
- Türkischer Meister: 2012

Mit Istanbul BB
- Meister der TFF 1. Lig und Aufstieg in die Süper Lig: 2013/14